# Джеръм Биксби
Дрексел Джером Люис Биксби (на английски: Drexel Jerome Lewis Bixby) е американски писател, сценарист, редактор.
Известен е с многобройните си псевдоними: Edouard L.Bixby, Paul Verry, Emerson Jans, Russell Janis, Jay B.Drexel, Jay Drixel, D.B.Lewis, Harry Neal, Albert Russell, Jan Russell, Alger Rome, Manny St.Vivant, Felix Stevens, Thornecliffe Herrick. Писал е в различни жанрове – научна фантастика, уестърн, криминални, ужаси. Автор е на няколко сценария за научнофантастични филми.
Една от най-добрите му и популярни творби е Стар Трек: Оригиналният сериал (Star Trek: The Original Series) епизод 1967 „Огледало, огледало“ („Mirror, Mirror“), който създава идеята за огледална Вселена. Съавтор е на филма „Великолепното пътешествие“ (1966) (Fantastic Voyage), по който Айзък Азимов пише роман. Епизодът „Огледалната Вселена“ на Стар Трек: Космическа станция 9 (The Star Trek: Deep Space Nine) (1999) е посветен на Биксби и е в негова памет.

## Избрана филмография
- „Стар Трек: Оригиналният сериал“ („Star Trek“, 1966 – 1969)
- „Фантастичното пътуване“ („Fantastic Voyage“, 1966)
- „Зоната на здрача: Филмът“ („Twilight Zone: The Movie“, 1983)
- „Землянинът“ („The Man from Earth“, 2007)